# Paikî, Zhurivka
Paikî (în ucraineană Пайки) este un sat în comuna Pravo Jovtnea din raionul Zhurivka, regiunea Kiev, Ucraina.

## Demografie
Componența lingvistică a localității Paikî
     Ucraineană (96,77%)
     Rusă (3,23%)
Conform recensământului din 2001, majoritatea populației localității Paikî era vorbitoare de ucraineană (96,77%), existând în minoritate și vorbitori de rusă (3,23%).